# Franciszek Wrzesiński
Franciszek Wrzesiński (ur. 13 listopada 1868, zm. po 1931) – polski rolnik i polityk, poseł na Sejm II kadencji w II RP z ramienia Związku Ludowo-Narodowego.

## Życiorys

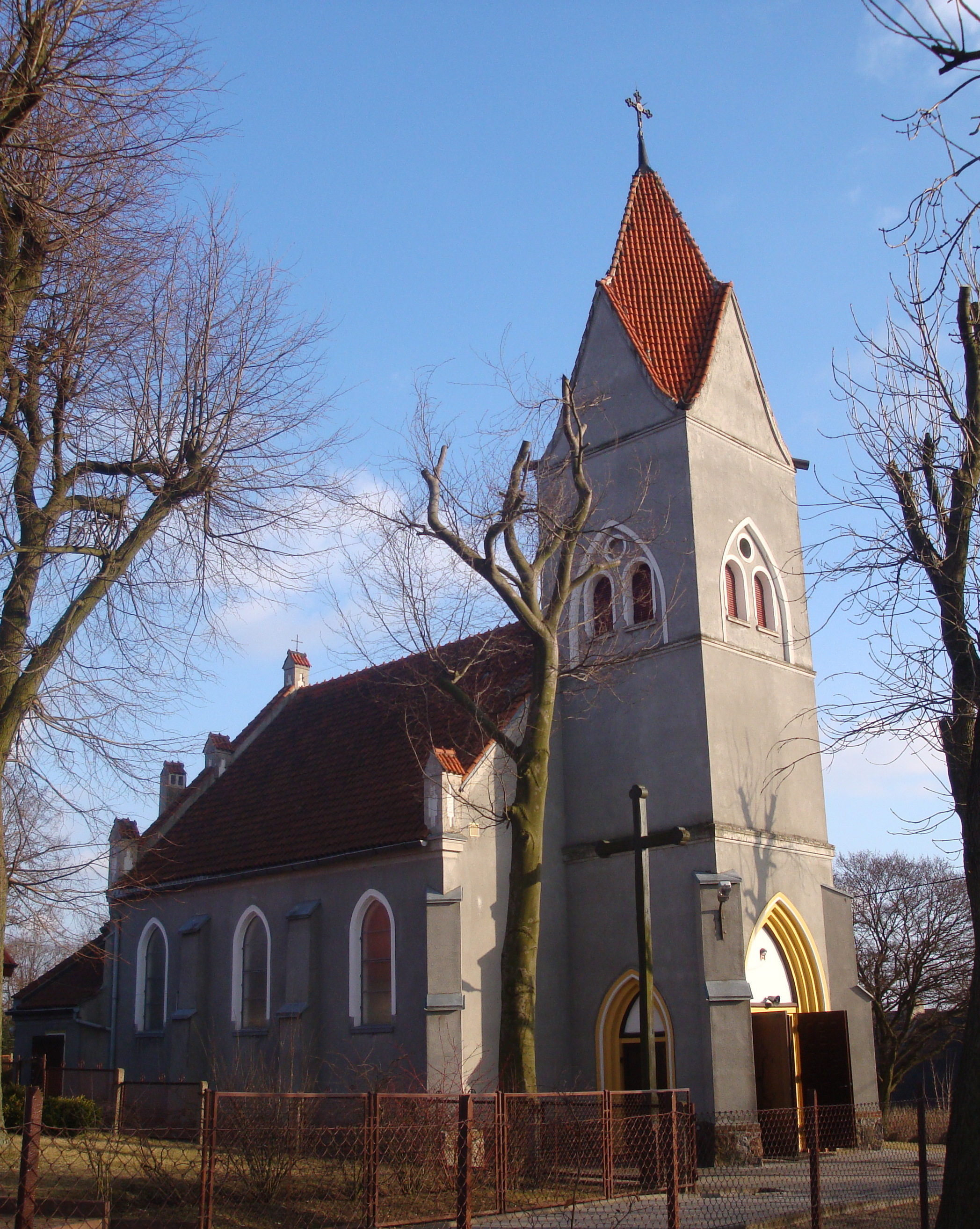
Kościół św. Michała Archanioła w Lipnicy, który został wybudowany kosztem Franciszka Wrzesińskiego.

Pochodził z Lipnicy, gdzie posiadał mleczarnię parową i do 1 września 1921 sprawował urząd wójta. Własnym sumptem wybudował kościół parafialny w Lipnicy. W wyborach w 1922 bezskutecznie kandydował do Sejmu z listy nr 8 (Chrześcijański Związek Jedności Narodowej) w okręgu nr 31 (Toruń). W 1923 był radnym sejmiku i członkiem wydziału powiatowego wąbrzeskiego. 10 listopada 1927 został wybrany przez sejmik powiatowy członkiem pomorskiego sejmiku wojewódzkiego. W wyborach w 1928 został wybrany zastępcą posła z listy nr 24. 6 listopada 1928 wszedł do Sejmu w miejsce Stefana Michałka, który zrzekł się mandatu. Zasiadł w Klubie Narodowym. Z powodów zdrowotnych 5 grudnia 1929 zrzekł się mandatu na rzecz Stefana Sachy. W 1929 ponownie kandydował do sejmiku powiatu wąbrzeskiego z listy Gospodarczo-Narodowej. W 1931 podpisał się pod zbiorowym protestem przeciwko prześladowaniom brzeskim.

## Ordery i odznaczenia
- Srebrny Krzyż Zasługi (22 grudnia 1928)[5]